# Лобня
Ло́бня — город в Московской области Российской Федерации.
Одноимённая железнодорожная станция, получившая название по речке Лобне. Населённый пункт воинской доблести. Население — 81 143 чел. (2024). Город областного подчинения, образует одноимённый городской округ.

## География
Ближайшие города: Долгопрудный, Химки. Граничит с городскими округами Дмитровским, Мытищи, Химки. Расположен в 11 км к северу от Москвы (считая от МКАД).
Через город проходит Савёловская железная дорога. Через город проходит Рогачёвское шоссе, начинающееся в 5 км от Дмитровского шоссе (Москва—Дмитров—Дубна). Рядом располагается аэропорт Шереметьево.

## История

### Ранняя история
Самое древнее из поселений, село Киово (в другом источнике Киёво), впервые упомянуто в Духовной грамоте князя Ивана Юрьевича Патрикеева, датированной 1495 годом, согласно которой владения Патрикеева, включающие и село Киово, были унаследованы его сыновьями, Василием и Иваном.
В Смутное время село исчезло, местность стала пустошью, вновь заселённой только в 1623 году, когда братья Борняковы получили её во владение от царя Михаила Романова. Вновь возникшее село Киово через некоторое время перешло в руки к боярину Богдану Матвеевичу Хитрову. Тот благоустроил село и построил деревянную церковь Спаса Нерукотворного, по которой село стало называться Киово-Спасское. В 1769 году на месте деревянной церкви граф Иван Илларионович Воронцов построил каменную, сохранившуюся до сих пор. В 1902 году в Киово была открыта начальная земская школа.
В 1814 году купец Козьма Крестовников приобрёл земли пустоши Поляна у реки Альбы (Мещерихи) и основал там ткацкое производство. Сначала это была контора, в которую купец привозил из Москвы пряжу, раздавая крестьянам из окрестных деревень; местные женщины на дому ткали разнообразные ткани. Позже сыновья Крестовникова построили в Поляне домики-светёлки, где поставили ткацкие станки для крестьян, приходящих сюда работать. В 1850 году братья Крестовниковы построили бумагопрядильную фабрику, но через 4 года она была закрыта в связи с падением прибыли. С 1879 года началось бурное развитие рабочего посёлка — на территории фабрики появилась казарма, баня, торговая лавка. На рубеже XIX—XX веков построены госпиталь, ещё три казармы, дома для руководства фабрики и мастеров.
Населённые пункты, затем вошедшие в город Лобню, находились в Озерецкой волости Московского уезда Московской губернии.

### Станция Лобня
Город Лобня возник в результате разрастания пристанционного дачного посёлка и объединения с окружающими населёнными пунктами. Их общая история насчитывает несколько веков.
Пристанционный посёлок объединил следующие населённые пункты: посёлок Красная поляна, посёлок Луговая, село Киово, деревни Катюшки, Букино и другие.
В 1901 году была открыта железнодорожная станция Лобня Савёловской железной дороги. Станция была названа по речке Лобненке, вокруг неё начал формироваться пристанционный посёлок, в справочнике 1911 года он назван «дачной местностью Лобня».
В это же время на южной окраине деревни Катюшки (сейчас улица Катюшки) возник хутор московского женского Никитского монастыря, где в 1904 году была открыта церковь во имя Серафима Саровского и школа.
В 1912 году в нескольких километрах от железнодорожной станции началось освоение лесного участка под учебно-показательное хозяйство Петровской сельскохозяйственной академии; в 1922 году оно было преобразовано в Луговой институт (ныне ВНИИ кормов имени Вильямса).
В 1917 году Озерецкая волость преобразована в Лобненскую волость, а в 1918 году — в Трудовую волость.
В ходе битвы за Москву во время Великой Отечественной войны в районе Лобни велись ожесточённые бои с войсками нацистской Германии. Посёлок Красная Поляна, ныне входящий в черту города, стал известен как точка, где враг наиболее близко подошёл к столице. Освобождение Красной Поляны считается переломным событием битвы за Москву.

### Посёлок Лобня. Город Лобня
Решением Мособлисполкома № 1838 от 18 августа 1947 года и утверждающим его Указом Президиума Верховного Совета РСФСР от 26 сентября того же года на территории Киовского сельсовета Краснополянского района был образован рабочий посёлок Лобня. Ранее, в 1940 году, предполагалось образование дачного посёлка Лобня, однако оно не было поддержано Президиумом Верховного Совета РСФСР.
Пристанционный рабочий посёлок Лобня 18 декабря 1961 года Указом Президиума Верховного Совета РСФСР был преобразован в город.
14 марта 1975 года Лобня стала городом областного подчинения с населением в 47,4 тыс. человек.
В 1976 году городу был административно подчинён дачный посёлок Луговая.
С 29 декабря 2004 года — «городской округ Лобня».
29 апреля 2018 года городу присвоено почётное звание Московской области «Населённый пункт воинской доблести».

## Население
| 1926    | 1959    | 1967    | 1970    | 1979    | 1986    | 1987    | 1989    | 1992    | 1996    | 1998    | 2001    |
| ------- | ------- | ------- | ------- | ------- | ------- | ------- | ------- | ------- | ------- | ------- | ------- |
| 300     | ↗12 249 | ↗24 000 | ↗30 491 | ↗51 811 | ↗58 000 | ↗59 000 | ↗60 475 | ↗61 000 | ↘60 200 | ↘60 000 | ↘59 700 |
| 2002    | 2003    | 2005    | 2006    | 2007    | 2009    | 2010    | 2011    | 2012    | 2013    | 2014    | 2015    |
| ↗61 567 | ↗61 600 | ↗65 600 | ↗66 300 | ↗67 100 | ↗69 538 | ↗74 252 | ↗74 300 | ↗76 654 | ↗79 436 | ↗82 071 | ↗84 225 |
| 2016    | 2017    | 2018    | 2019    | 2020    | 2021    | 2023    | 2024    |         |         |         |         |
| ↗86 020 | ↗87 352 | ↗88 220 | ↗89 339 | ↗90 231 | ↘82 764 | ↘81 968 | ↘81 143 |         |         |         |         |

Национальный состав
По итогам переписи населения 2020 года проживали следующие национальности (национальности менее 0,1 % и другое, см. в сноске к строке «Другие»):
| Национальность | Численность, чел. | Доля     |
| -------------- | ----------------- | -------- |
| Русские        | 54 579            | 65,95 %  |
| Армяне         | 858               | 1,04 %   |
| Украинцы       | 692               | 0,84 %   |
| Татары         | 672               | 0,81 %   |
| Узбеки         | 628               | 0,76 %   |
| Таджики        | 514               | 0,62 %   |
| Белорусы       | 244               | 0,29 %   |
| Азербайджанцы  | 211               | 0,25 %   |
| Молдаване      | 209               | 0,25 %   |
| Чуваши         | 137               | 0,17 %   |
| Мордва         | 133               | 0,16 %   |
| Киргизы        | 125               | 0,15 %   |
| Грузины        | 96                | 0,12 %   |
| Другие         | 23 666            | 28,59 %  |
| Итого          | 82 764            | 100,00 % |

## Городская символика
Действующий герб утверждён 9 октября 2003 года. На гербе 1980 года вверху, поверх деления, был помещён земной шар, на его фоне — изображение самолёта ТУ-154 и эмблема Аэрофлота (символы находящегося неподалёку от Лобни международного аэропорта Шереметьево, работники которого составляют бо́льшую часть населения города); внизу — изображения волн и летящей над ними чайки (символы находящегося в черте города озера Киево и гнездящихся на нём черноголовых чаек).

## Местное самоуправление
Глава городского округа Лобня — (ВРИО) Анна Владимировна Кротова. Совет депутатов города состоит из 21 депутата. Председатель избирается на весь срок полномочий Совета, в настоящий момент должность занимает Александр Сергеевич Кузнецов.

## Микрорайоны
- Центральный (между улицами Крупской, Дружбы, Промышленной и Букинским шоссе)
- Букино (между улицами Авиационная, Заречная и Букинским шоссе)
- Москвич (между улицами Ленина, Дружбы и Победы)
- Южный (к югу от улиц Крупской и Победы)
- 3-й микрорайон (между улицей Промышленная, Букинским шоссе и улицей Нестериха, также промышленная зона вдоль улицы Гагарина)
- Депо (к западу от ж/д ветки Савёловского направления, между Рогачёвским шоссе и поворотом на станцию Луговая)
- Восточный (к востоку от ж/д ветки Савёловского направления)
- Красная Поляна (по обеим сторонам улицы Краснополянская)
- Катюшки (по обеим сторонам улицы Катюшки, включая улицу Физкультурная и Лобненский бульвар)
- Луговая (в районе ж/д платформы Луговая Савёловского направления)

К югу от м/р «Южный» и к западу от м/р Красная Поляна расположены лесные массивы, служащие местом отдыха жителей города.
К северо-западу от города находятся ледниковые озёра Круглое, Долгое и Нерское. Круглое и Долгое удобны для купания, отдыха и занятий виндсёрфингом, Нерское — для любителей рыбной ловли.

## Экономика

### Транспорт
Помимо областного автобусного перевозчика «Мострансавто», в Лобне действовал местный перевозчик «Лобнятранс». В 2022 году «Лобнятранс» не принял участие в конкурсе на право осуществления перевозок по маршрутам № 1, 2, 5 и 9. С 2023 года перевозки осуществляет «Мострансавто». В 2000-е годы работал перевозчик «Мустанг-Авто 2000», прекративший работу в 2014 году.
- Карта автобусов Лобни, состояние на 2018 год
- Карта автобусов Лобни с окраинами, состояние на 2018 год

### Промышленность
В городе работает более 60 предприятий. Объём промышленного производства за 2017 год превысил 41,5 млрд рублей.

#### Авиапромышленность
- Группа компаний «Аэрофлот» (налоговый резидент в части оплаты местных налогов с 2002 года)

#### Строительная промышленность
- ООО «Зика», дочернее предприятие SIKA AG, Швейцария (строительная химия и материалы)
- Группа компании «КРАМОС» (опалубочные системы)
- OOO «СМУ Ингеоком» (ЖБИ для подземных сооружений)
- ООО «ПК Алькор» (сетка и металлоизделия)
- ООО «Компания Металл Профиль» (металлоконструкции)
- Завод металлоизделий «Невский»
- Лобненский завод металлических конструкций «Спецпрокат»
- Лобненский завод строительного фарфора
- Краснополянский керамический завод
- ООО «Гранитстрой»
- ООО «ЛиСиБ»
- ООО «Ключ» (производство пластиковых окон)
- ЗАО «ПЕТРОМАКС» KUUSAKOSKI Oy (утилизация электронного и электрического оборудования)
- ООО «Металлстрой-МК» (металлоконструкции)
- ПО «ТОПОЛ-ЭКО» (строительство очистных сооружений)

#### Электропромышленность
- Электротехнический завод
- Лобненский лифтостроительный завод
- Завод лифтовых компонентов
- ООО «ЗИМА» (изоляционные материалы)
- ЗАО «Мосэлектромаш»

#### Лёгкая промышленность
- ООО «Звезда» (игрушки)
- ООО «Красная поляна» (хлопкопрядильная фабрика)
- ООО «ТД „MEUCCI“» (мужская одежда)
- ООО «Формалайн» (пластиковая посуда и упаковка)

#### Пищевая промышленность
- ООО «Дёлер НФ и БИ» (пищевые концентраты)
- ЗАО «Лобненский завод растительных масел»
- Tetra Pak (упаковочные материалы)
- ЗАО «Краснополянская птицефабрика»
- ООО «Костные полуфабрикаты» (кормовая мука)

## Культура и искусство
- Театры:
  - Театр «Камерная сцена»
  - Театр «Куклы и люди»
- Музей боевой и трудовой славы
- Музей танка Т-34
- Художественная галерея
- Лауреат международных и всероссийских конкурсов Ансамбль «Серпантин» (Дом культуры «Красная Поляна»)

В городе действуют четыре православных храма.

## Средства массовой информации
- Телерадиокомпания «Лобня» (закрыта с 1.01.2023[35])
  - Газета «Лобня»
- Газета «Чайка Лобненская»
- ООО «Селена Телеком»

## Отдых и развлечения
- Стадион «Москвич»
- Дом культуры «Луговая»
- Дом культуры «Красная поляна»
- Дворец культуры «Чайка»
- Ледовый каток
- Дворец спорта «Лобня»
- Парк «Река времени»
- ЦПКиО г. Лобня
- Лобненский лесопарк

## Наука и образование
- Всероссийский НИИ кормов имени В. Р. Вильямса
- Техникум строительной индустрии и предпринимательства
- Институт права, экономики и производства
- Институт бизнеса и политики
- Современная гуманитарная академия (НАЧОУ ВПО СГА) на технической базе школы № 1
- Лобненский учебный центр
- 11 средних школ, 2 лицея
- Детская школа искусств
- СДЮСШОР по дзюдо, самбо, фехтованию, гимнастике и футболу
- МБУДО Дворец детского и юношеского творчества «Планета талантов»

Ранее существовавшие учебные заведения:
- Лобненский филиал МЭСИ, закрыт в 2011 году
- Институт бизнеса и политики (НОАНО ВПО ИБП) на технической базе школы № 2, закрыт в 2013 году

## Преступность
Численность штата полиции: 195 человек.
На 2014 год:
- Количество преступлений: 1107
- убийство/покушение на убийство: 3↗(все раскрыты)
- кражи: 478
- разбой: 2 (все раскрыты)
- грабёж: 29 (все раскрыты)
- оборот наркотиков: 172
- угон автомобилей: 0

Зарегистрировано 28 892 административных правонарушения[когда?] (89 % нарушение ПДД, распитие алкоголя/нахождение в нетрезвом виде в общественных местах).

## Достопримечательности
В окрестностях Лобни находится международный аэропорт Шереметьево, поэтому средний уровень жизни населения довольно высок (многие работают в аэропорту).
Природный заказник «Озеро Киово» долгое время являлся крупнейшим в Европе гнездовьем озёрных чаек. Из-за заболачивания берегов озера с начала 1990-х годов колония чаек сократилась до нескольких десятков особей. Чайка является символом Лобни.
На севере Лобни, в микрорайоне Луговая56°02′44″ с. ш. 37°28′57″ в. д., расположен уникальный памятник архитектуры, одна из первых в мире гиперболоидных конструкций — стальная ажурная сетчатая башня. Гиперболоидная водонапорная башня построена по проекту инженера и учёного Владимира Григорьевича Шухова (из более двухсот построенных им в России башен осталось всего 7, самая известная — Шуховская башня на Шаболовке в Москве).

## Жильё
Ведётся жилищное строительство силами компаний ЗАО УК «МС-Групп», Триумф Элит Констракшн, Лидер Групп, Авангард-Риэлти, ЛОСК (Лобненская общегородская строительная компания), «Регионинвестстрой», «ПИК», «Эл-Си» (Азиндор), «Капитель-2000», ГК «Монолит», «Горизонт Девелопмент», «БРЭСТ».

## Русский язык
Прилагательное от названия города в названиях местных предприятий и организаций традиционно пишется через «е»: лобненский (что противоречит рекомендациям орфографического словаря). В отличие от подобной ситуации с Дубной, официальные решения местных властей по этому поводу неизвестны.
Добавка слова город делает выбор предлога однозначным, так что канцелярский оборот в городе Лобне (в город Лобню) служит компромиссом между сторонниками нормативного в Лобне (в Лобню) и местного на Лобне (на Лобню). (В этом обороте слово Лобня ставится в тот же падеж, что и родовое слово город).
В контексте уточнения местоположения в самом городе выражение на Лобне означает «в районе станции Лобня».

## Города-побратимы
- Котлас
- Воложин
- Дения
- Тайань